# Invasionen af Sicilien
Den allierede invasion af Sicilien, med kodenavnet Operation Husky ("Operation Slædehund"), var et stort felttog under 2. verdenskrig, hvor de Allierede erobrede Sicilien fra Aksemagterne (Italien og Nazityskland). Det var en stor amfibie- og luftbåren operation, efterfulgt af seks ugers kampe inde på øen. Det var begyndelsen af felttoget i Italien.
Operation Husky begyndte natten til 9. juli 1943 og sluttede 17. august. Det var den hidtil største amfibieoperation i krigen i form af tropper, der gik i land på strandene. Strategisk klarede Husky dets mål, som var sat af den allierede stab. De Allierede drev Aksemagternes fly- og flådestyrker væk fra øen, søvejen gennem Middelhavet blev åbnet, og den italienske diktator Benito Mussolinis magt i fascistpartiet blev svækket. Det åbnede vejen for invasionen af Italien.

## Baggrund

### Involverede lande
De allierede landstyrker var fortrinsvis amerikanske, britiske og canadiske hære. Også andre lande bidrog til invasionen med fly- og flådestyrker, men det meste af flådestyrkerne var fra Royal Navys middelhavsflåde og US Navys 8. Flåde. De amerikanske landtropper var US Armys 7. Armé. Den britiske 8. Armé blev styrket med 1st Canadian Infantry Division fra den 1. canadiske armé, der havde base i England. General Dwight D. Eisenhower var øverstkommanderende og udpegede general Harold Alexander som chef for landstyrkerne og den 15. armégruppe. Under 15th Army Group var den britiske 8. Armé under general Bernard Montgomery og den amerikanske 7. Armé under general George S. Patton.
Øen var forsvaret af den italienske 6. armé under general Alfredo Guzzoni. Aksemagternes styrker var på omkring 190.000 italienske og 40.000 tyske tropper, med mindst 147 kampvogne og omkring 220 feltkanoner. Italienerne forstærkede garnisonen med 52.000 mand og 127 kampvogne.[kilde mangler]

### Planlægning
I starten af 1943 indså de Allieredes ledere, at en succesrig invasion af Frankrig ville være umulig at gennemføre i det år,[kilde mangler] så man besluttede i stedet at invadere den italienske ø Sicilien med styrker fra felttoget i Nordafrika, som de Allierede snart kunne afslutte med en sejr. De strategiske mål var at fjerne Aksemagternes flåde- og flystyrker fra Sicilien, så der kom fri passage for de Allieredes skibe i Middelhavet, og sætte pres på Mussolinis regime og måske endda tvinge Italien ud af krigen. At erobre Sicilien ledte måske også til en invasion af Italien, selvom de Allierede ikke havde besluttet tidspunktet for invasionen. Især amerikanerne ønskede ikke at deltage i operationer, der kunne udsætte invasionen af Frankrig.
Den allierede stab skulle vælge mellem to strategier. Et forslag var at landsætte to arméer ved separate steder på de østlige og vestlige sider af Sicilien og så omringe Aksemagternes styrker. De ville ikke kun været besejret, men ødelagt. Dette blev anset for risikabelt, da de to hære ville være ude af stand til at støtte hinanden, og det kunne være, at en af armeerne ville tabe. "Omringningsplanen" ville sandsynligvis ikke kunne lykkes.
Den anden strategi var at landsætte to armeer side om side i den sydlige del af Sicilien og rykke direkte frem over øen. Dette var langt mindre risikabelt end separate landgange, men gav ikke muligheder for omringninger. Den allierede stab valgte alligevel denne strategi for ikke at risikere et nederlag.
Pattons 7. Armé skulle gå i land ved Gelabugten på det sydlige Sicilien, hvor 3. Division og 2. Panserdivision skulle gå i land vest for Licata, 1. Division i midten af Gelabugten, og 45. Division øst for Scoglitti. Den amerikanske 82. Luftbårne Division skulle nedkastes bag Gela og Scoglitti forsvarslinjer. 7. Armés brohoved strakte sig over 50 km.
Montgomerys 8. Armé skulle gå i land på den sydøstlige del af Sicilien. 30. Armékorps ville blive landsat på begge sider af Capo Passero, på det sydøstligste hjørne af Sicilien, mens 13. Armékorps ville gå i land i Notobugten, omkring Avola i nord. 8. Armés brohoved strakte sig ligeledes også over 50 km, og der var et hul på omkring 40 kilometer mellem de to hære.
Når de kom i land, skulle hærene mødes og sikre et stort brohoved. Derefter skulle Montgomerys 8. Armé rykke nordpå langs øens østkyst til Messina, mens Pattons 7. Armé skulle beskytte den 8. Armés venstre flanke og rydde resten af øen.

#### Vildledning
For at aflede Aksemagterne og om muligt flytte deres styrker til et andet sted begyndte de Allierede at gennemføre en række vildledningsoperationer. Den mest berømte og succesfulde af disse var Operation Mincemeat (dansk: Operation Hakket kød). Et lig med britisk officersuniform blev skyllet i land i Spanien med en mappe, der indeholdt falske hemmelige dokumenter. De angav, at de Allierede var ved at planlægge en invasion af Grækenland, og at man ikke havde nogle planer om at invadere Sicilien. Dokumenterne blev godkendt som ægte af den tyske efterretningstjeneste, Abwehr, og som et resultat blev de fleste af de tyske enheder flyttet fra Sicilien til Grækenland. Tyskerne havde kun soldater på Sicilien, fordi de var trukket tilbage fra Nordafrika og endnu ikke sendt til Østfronten. Der var dog stadig et stort antal tyske og italienske soldater på Sicilien, da invasionen startede.

#### Canadisk deltagelse
1. Canadiske Infanteridivision kom med fordi den canadiske militære ledelse (Canadian Military Headquarters) i Storbritannien insisterede på, at den skulle med. Ønsket blev godkendt af briterne, hvorefter de erstattede den britiske 3. Infanteridivision. Ændringen blev ikke afsluttet før den 27. april, da general Andrew McNaughton, der anførte 1. Canadiske Armé, anså Husky for at være en vigtig militæroperation (modsat slaget ved Dieppe i 1942), der var dækket af mandatet for anvendelse af både 1. Canadiske Infanteridivision og 1. Canadiske Panserbrigade.
De canadiske styrker var kortvarigt ledet af generalmajor H.L.N. Salmon, men han døde i en flyulykke i starten af planlægningen. Han blev efterfulgt af generalmajor Guy Simonds. Selvom canadierne havde været udstationeret i Storbritannien i flere år, havde de aldrig, med nogle få undtagelser (som 2. Canadiske Infanteridivision i Diepperaidet), været i kamp. Canadierne havde heller ikke, modsat resten af 15. Armégruppe, været i Middelhavsområdet før og var ikke vant til de høje temperaturer. Det og kombinationen af mangel på transportmidler, som følge af tab på havet, resulterede i, at 1. Canadiske Infanteridivision og dens panserbrigade blev holdt tilbage få dage efter at operationen begyndte.[kilde mangler]

## Slaget

### Allierede landsætninger
Landgangen fandt sted i ekstremt stærk vind, som gjorde landgangen vanskelig, men også sikrede, at det blev et overraskelsesangreb. Landsætningerne skete på de sydlige og østlige kyster af øen, med den britiske styrke i øst og amerikanerne i vest. Briterne gik i land i Siracusas havn næsten uden at møde modstand, mens de canadiske tropper mødte indædt modstand fra italienske styrker fra den 206. Kystdivision i bakkerne. Den canadiske krigskorrespondent, Ross Munro, beskrev nogle af sine oplevelser fra de første få dage af angrebet på det italienske 122. Infanteriregiment, nord for Pachino i en avisartikel, der blev offentliggjort den 12. juli:
| „ | Der ydes kraftig modstand af italienerne nord og vest for Pachino, og langs andre dele af fronten var der hidsige kampe. Store slag vil formentlig udvikle sig inden længe, men i mellemtiden er der blevet taget et stort antal fanger. | “ |
|   | — , The Toronto Globe & Mail, 12. juli 1943 |   |

Angrebet fra de luftbårne styrker blev sat ind lige efter midnat om natten mellem den 9. og 10. juli, som en del af invasionen. Der var to britiske og to amerikanske luftbårne enheder med. De amerikanske faldskærmstropper bestod primært af soldater fra 505. Faldskærmsregiment fra 82. Luftbårne Division, som hermed for første gang kom i kamp. De britiske svæveflytropper var fra 1. Luftbårne Division. Kraftige vinde på op til 20 m/s fik mange af flyene til at komme ud af kurs, og halvdelen af de amerikanske faldskærmstropper nåede ikke deres mål. For de britiske faldskærmstropper gik det ikke bedre, da kun 12 ud af 144 svævefly landede ved målet, mens mange styrtede ned i havet. Men de spredte luftbårne tropper udnyttede deres muligheder ved at angribe patruljer og skabe forvirring, hvis det var muligt. Et kompagni britiske faldskærmstropper kæmpede en desperat kamp for at holde Ponto Grande-broen mod, hvad der var fejlagtigt blev rapporteret, et tysk modangreb den 10. juli. Med omkring 90 mænd holdt den lille britiske styrke ud til omkring kl. 15:00, indtil de af oberst Francesco Roncos 75. Infanteriregiment fra 54. "Napoli"-division blev tvunget til at overgive sig.

På trods af vejret mødte landgangen på strandene (tre timer efter at de luftbårne styrker blev nedkastet) kun moderat modstand fra italienske enheder stationeret ved kysten, da forsvarerne var blevet svækket af flådebombardementer. Men den italienske flåde og det italienske luftvåben udførte flere angreb på invasionflåden med fly, krigsskibe og ubåde, som sænkede og beskadigede krigsskibe, transportskibe og landgangsfartøjer, ved kysten. Italienske SM.79 torpedobombeeskadriller koordinerede deres angreb med Luftwaffes Ju-87 Stuka og Ju-88 bombefly og Rom rapporterede følgende den 12. juli:
| „ | Italienske fly torpederede tre krydsere og et mindre fartøj og tre dampskibe. To af dem af sænkede 8.000 tons hver. Fjendtlige fartøjer blev angrebet af italienske og tyske formationer. Fem dampskibe og flere landgangsfartøjer er rapporteret sænket. Mere end 40 hjælpeskibe og transportskibe af forskellige typer er ramt og sat i brand. Aksemagternes jagerfly har nedskudt mere end 30 fjendtlige fly. Yderligere otte styrtede ned, efter at de blev ramt af antiluftskyts. Fra de sidste to dages operationer er 30 af vores fly og ti tyske fly ikke vendt tilbage. | “ |

Som følge af dårlige vejrforhold blev mange af tropperne sat i land de forkerte steder, i forkert rækkefølge og op til seks timer forsinket. Briterne gik ind i havnen i Siracusa næsten uden modstand, men den 13. juli mødte britisk panserstyrker og infanteri større modstand fra R 35-tanks og senere infanteri fra general Giulio Porcinaris "Napoli"-infanteridivision. Porcinari og hans stab blev taget til fange af briternes 4. Panserbrigade.
I den amerikanske sektor var der et stort italiensk modangreb på divisionsniveau på præcis det sted, hvor de luftbårne styrker skulle have været. På hovedvej 115 og 117 den 10. juli gennemførte italienske kampvogne fra "Niscemi"-panserkampgruppen og "Livorno"-infanteriet deres modangreb på byen Gela, men kanoner fra destroyeren USS Shubrick og krydseren USS Boise ødelagde flere kampvogne og spredte infanteriet.
Den 11. juli beordrede Patton sine faldskærmsreserver fra 504. Faldskærmsregiment fra 82. Luftbårne Division til at blive nedkastet og forstærke det amerikanske område. Men ikke alle allierede enheder var blevet informeret om faldskærmstropperne, så de 144 C-47-transportfly, som ankom kort efter et bombardement fra Aksemagterne, blev beskudt af skibe fra de Allieredes landgangsflåde. 23 fly blev skudt ned og 37 beskadiget, hvilket resulterede i 229 dræbte på grund af egenbeskydning.

### Landgangsslaget
Hvad der skulle ske efter invasionen var uklart. Chefen for landtropperne Harold Alexander havde nemlig aldrig lavet en plan. Dette gjorde, at hver armé måtte udkæmpe sit eget felttog med et minimum af koordination. Der var dog udstukket grænser mellem armeerne, som normalt. I de første to dage skete tingene hurtigt, da man erobrede Vizzini i vest og Augusta i øst.
Modstanden i den britiske sektor voksede. General Montgomery overtalte Alexander til at flytte grænserne mellem hærene, så briterne kunne gå uden om forsvarslommerne og bibeholde hovedrollen i erobringen af Messina, mens amerikanerne fik opgaven at beskytte og støtte briternes flanker. Historikeren Carlo D'Este har kaldt det den værste strategiske fejl i felttoget. Amerikanernes 45. Infanteridivision afbrød kampen for at køre tilbage til stranden ved Gela og derfra mod nordvest. Det tillod det tyske XIV Panzerkorps at undslippe en omringning. Episoden var den væsentligste årsag til de alvorlige konflikter mellem Montgomery og det amerikanske 2. Armékorps' chef Omar Bradley. Hans chef, Patton, havde ikke bestridt beslutningen.[kilde mangler]
På den vestlige side af Sicilien lykkes det italienerne at forsinke den amerikanske fremrykning ved Castrofilippo-Napo området. Den 35. "Bersaglieri"-bataljon, som var en nyligt genopbygget bataljon, udviste både mod og udholdenhed, men blev til sidst overvundet i kamp. Ved Naro-floden holdt den 73. "Bersaglieri"-bataljon og resterne af den 35. og 160. kystartilleribataljoner stædigt ud. General Enrico Francisci, chef for sortskjorterne på Sicilien og forbindelsesofficer i den sicilianske stab var blandt de italienske dræbte den 11. juli. Det blev klart, at ikke alle de italienske styrker havde mistet viljen til at kæmpe.
Det 10. Bersaglieri-regiment under oberst Fabrizio Storti tvang ligeledes oberst William Darbys 1. og 3. Rangerbataljoner til at kæmpe sig vej mod Agrigento, en by med 34.000 indbyggere. Modstanden var så hård, at det krævede hus til hus-kamp, men om aftenen den 16. juli var byen i amerikanske hænder.
Efter en uges kampe ville Patton have, at hans hær skulle spille en større rolle. Han besluttede at indtage den sicilianske hovedstad, Palermo. Efter at de udsendte spejderenheder mod byen Agrigento endte med at erobre den, dannede Patton et midlertidig armékorps og overtalte Alexander til at lade ham at fortsætte. Alexander skiftede mening og annullerede sin ordre, men Patton påstod, at annulleringen blev forsinket på grund af fejl i krypteringen, og da den nåede frem var Patton allerede ved Palermos byporte. På trods af at erobringen af byen ikke var taktisk vigtig, så var den hurtige fremrykning vigtig for den amerikanske hærs renommé, som stadigvæk var mindre godt efter slaget ved Kasserine Passet.
Palermos fald viste de italienske og tyske forsvarere, at Sicilien var tabt. Aksemagternes hærchefer trak sig prompte tilbage til Messina. Derfra kunne de evakueres til det italienske fastland. Imidlertid lagde det ikke en dæmper på Italiens kampvilje. De fleste allierede regeringsledere blev chokerede, fordi de troede, at tabet af Sicilien og de italienske kolonier ville få Italien ud af krigen.
Efter Pattons erobring af Palermo sad briterne stadig fast syd for Messina, så Alexander beordrede et knibtangsangreb på byen. Den 24. juli foreslog Montgomery Patton, at den amerikanske 7. Armé skulle indtage Messina, eftersom de bedre var i stand til det. Aksemagterne havde opbygget en stærk forsvarslinje, "Etna-linjen", omkring Messina, som ville gøre dem i stand til at foretage en gradvis tilbagetrækning, mens de evakuerede store dele af hæren til fastlandet.
Patton indledte slaget om Troina den 31. juli, men Troina var stærkt forsvaret af den 15. Panzergrenadierdivision. Resterne af 28. "Aosta"-division var trukket tilbage til Troina for at forstærke forsvarslinjerne. I seks dage forsvarede italienerne og tyskerne byen trods svære tab. Under slaget udførte de 24 mellemstore modangreb og utallige småangreb, hvor det bl.a. lykkedes for oberstløjtnant Gianquintos 1. bataljon, 5. "Aosta"-regiment at tage 40 amerikanske krigsfanger. Men den 7. august erobrede det amerikanske 18. Infanteriregiment bjerget Pellegrino, hvorfra man kunne overvåge Troinas forsvarslinjer og dermed give præcise koordinater til artilleriet. Forsvarernes venstre flanke ville blive udsat, da Hermann Göring Division blev tvunget tilbage af XXX Corps, og blev som følge heraf beordret til at trække sig gradvist tilbage den nat til forsvarspositioner i Tortorici-linjen.
På trods af tre sene allierede amfibieaktioner formåede tyskerne og italienerne at beholde størstedelen af deres styrker og opretholde deres evakueringsplaner. Efter at de soldater, der ikke forsvarede linjen, var blevet trukket tilbage, skyndte de sidste forsvarere sig til ned transportskibene i ly af nattens mørke. De Allierede holdt ikke øje med Aksemagternes styrker, så de forlod Messina og nåede Italien. Styrker fra USA’s 3. Infanteridivision gik ind i Messina kun få timer efter at de sidste aksemagtssoldater havde gået om bord på et skib til Italien. Men Patton havde vundet sit kapløb om at indtage Messina først. Den aflyste Operation Baytown skulle landsætte tropper nær spidsen af Calabrien (Italiens 'tå') for at hindre evakueringen af Aksemagternes tropper i forbindelse med invasionen af Italien. Aflysningen medførte, at et stort truende nederlag til Aksemagterne til ændret et langt og blodigt allieret felttog i selve Italien.

## Efterfølgende
Tabene for Aksemagterne blev på 29.000, og 140.000 (fortrinsvis italienere) blev taget som krigsfanger. 2.237 amerikanere mistede livet, og 6.544 blev såret eller krigsfanger. Briterne havde 2.721 dræbte og 10.122 sårede eller krigsfanger. Canadierne mistede 2.410 mand - 562 dræbte og 1.848 sårede eller krigsfanger. For mange af de amerikanske tropper og for alle de canadiske soldater var det første gang, at de var i kamp. Det lykkedes Aksemagterne at evakuere hele garnisonen over Messinastrædet. At redde så mange soldater fra at blive taget til fange var en stor sejr for Aksemagterne. Når man så på de Allieredes flåde- og flystyrkers overlegenhed, var evakueringen et betydeligt allieret nederlag.
De Allierede blev tvunget til at forbedre koordinationen, især med hensyn til anvendelse af luftbårne tropper. Efter flere forkerte nedkastninger af faldskærmstropper og den dødelige "vådeskuds"-hændelse, kom der mere træning og nogle taktiske ændringer, som holdt faldskærmstropper inde i krigen. Allerede nogle få måneder senere indeholdt den indledende vurdering af Operation Overlord-planen således en anmodning om fire luftbårne divisioner.
Amerikanske soldater dræbte 74 italienske og to tyske krigsfanger under to forskellige massakrer ved Biscari flyvepladsen. To soldater blev sigtet for denne krigsforbrydelse, en blev dømt til livsvarigt fængsel (senere ændret) og den anden blev frikendt.

## Specielle operationer
- Operation Barclay/Operation Mincemeat : Vildledningsoperationer til at bortlede Aksemagternes ledere fra den rigtige dato og steder for de allierede landinger.
- Operation Chestnut: Luftlandsætning af 2 SAS-grupper til at sløre kommunikation den 12. juli 1943.
- Operation Corkscrew: Allieret invasion af den italienske ø Pantelleria den 10. juni 1943.
- Operation Fustian: Luftlanding ved Primasolebroen forud for 13. juli – 14. juli 1943.
- Operation Ladbroke: Allierede svæveflyslandinger ved Siracusa den 9. juli 1943.
- Operation Narcissus: Kommandoangreb på et fyrtårn tæt på hovedlandsætningen den 10. juli 1943.

## Mafiaen
Under Mussolini blev Siciliens mafia nidkært bekæmpet. I USA sad gangsteren Lucky Luciano fængslet, men amerikanerne udnyttede hans forbindelser til den italienske mafia for at få hjælp fra Cosa nostra mod Aksemagterne.[kilde mangler] I 1946 blev Lucky Luciano benådet og udvist til Italien.

## Invasionen af Sicilien i fiktion
Operation Husky er gengivet i mange film og spil. Den er med i filmen Patton fra 1970. Den er også med i The Big Red One fra 1980. Ligeledes kan man finde slaget i forskellige skydespil om 2. verdenskrig, som f.eks. Call of Duty: The Big Red One, udvidelsespakken til Battlefield 1942 The Road To Rome, Medal of Honor: Airborne og Medal of Honor: Vanguard.

## Eksterne links
- (engelsk) Beskriver Operation Mincemeat
- (engelsk) Italienske 3. battalion, 34. regiment, "Livorno" infanteridivision i Gela-brohoved angrebet
- http://www.american-divisions.com/doc.asp?documentid=108&pagenumber=1 Arkiveret 17. november 2010 hos  Wayback Machine
- http://www.liberationtrilogy.com/day_of_battle_excerpt.htm Arkiveret 1. november 2010 hos  Wayback Machine
- http://jcgi.pathfinder.com/time/magazine/article/0,9171,802867,00.html (Webside+ikke+længere+tilgængelig), Time, 26. juli 1943
- http://wwii.ca/page25.html Arkiveret 21. marts 2009 hos  Wayback Machine Canadiere på Sicilien: Fotoer, slaginfo, videoer og avisudklip.
- (engelsk) US Armys beskrivelse af slaget
- (engelsk) Royal Engineers Museum Arkiveret 3. maj 2009 hos  Wayback Machine Royal Engineers og 2. verdenskrig (Sicilien)
- (engelsk) 2. verdenskrig – Siciliens bedste Historien om de Allieredes felttog.
- (engelsk) 82nd Airborne under 2. verdenskrig
- (tysk) Tyske soldaters kirkegård ved Motta S. Anastasia, Sicilien
- (engelsk) Commonwealthkrigs kirkegård, Catania, Sicilien
- (engelsk) Siracusakrigens kirkegård, Sicilien
- (engelsk) Den canadiske krig ved Agira kirkegården, Sicilien Arkiveret 3. maj 2005 hos  Wayback Machine
- http://www.abmc.gov/cemeteries/cemeteries/sr.php Arkiveret 15. januar 2006 hos  Wayback Machine
- http://www.american-divisions.com/doc.asp?documentid=111 Arkiveret 7. juli 2011 hos  Wayback Machine